# Hortobágyi-rendszer
A Hortobágyi-rendszer a magyarországi növényrendszertan egyik fontos rendszere.
Az 1952-től 1963-ig négy, majd 1968-tól 1979-ig (immár két kötetesként) még hat kiadást megért Növénytan című mű a teljes magyarországi közoktatásban hiánypótló szerepet töltött be a botanikával kapcsolatban. Az 1979-ben megjelent kiadás hivatalosan is valamennyi Oktatási Minisztériumhoz tartozó felsőoktatási intézmény számára tankönyvül szolgált. A Növényrendszertan című kötetet dr. Ferenczy Lajos, dr. Hortobágyi Tibor, dr. Pócs Tamás és dr. Simon Tibor írták. A zárvatermők rendszerezése Soó Rezső többször korszerűsített osztályozására épül. A Soó-szisztéma első változata 1953-ban jelent meg. Az alábbi lista a korabeli felfogást tükrözi, a növények közé sorolva többek közt a vírusokat, baktériumokat, gombákat, a galléros ostorosokat és az ostoros moszatokat is.

## I. törzs: Vírusok – Virophyta
(A Wildy-féle rendszer nyomán)
Poxvírusok
T-páros fágok
Herpesvírusok
λ-fágok
Adenovírusok
Papovavírusok
ΦX vírusok
Fonalas fágok
Leukovírusok
Myxovírusok
Rhabdovírusok
Arbovírusok
Picornavírusok
Dohányvész vírusok
Dohánymozaik vírusok
Burgonya Y-vírusok
Viroidok

## II. törzs: Baktériumok – Schizomycophyta
(A Bergey-féle monográfia alapján)
1. csoport: Fototróf baktériumok
2. csoport: Csúszva mozgó baktériumok
3. csoport: Hüvelyes baktériumok
4. csoport: Nyeles, függelékes baktériumok
5. csoport: Spirochaeták
6. csoport: Spirális és görbült baktériumok
7. csoport: Gram-negatív aerob pálcál és kokkuszok
8. csoport: Gram-negatív fakultatív anaerob pálcák
9. csoport: Gram-negatív anaerob pálcák
10. csoport: Gram-negatív kokkuszok és kokkobacilusok
11. csoport: Gram-negatív anaerob kokkuszok
12. csoport: Gram-negatív kemolitotróf baktériumok
13. csoport: Metántermelő baktériumok
14. csoport: Gram-pozitív kokkuszok
15. csoport: Endospórás pálcák és kokkuszok
16. csoport: Gram-pozitív asporogén pálcák
17. csoport: Sugárgombák és rokon szervezetek
18. csoport: Rickettsiák
19. csoport: Mikoplazmák

## III. törzs: Kékmoszatok – Cyanophyta
1. rend: Chroococcales
2. rend: Chamaesiphonales
3. rend: Oscillatoriales (Hormogonales)

## IV. törzs: Ostorosmoszatok – Euglenophyta
1. rend: Euglenales
2. rend: Peranematales
3. rend: Színtelen ostorosok – Protomonadales
1. család: Craspedomonadaceae (Choanoflagellata)
2. család: Bikosoecaceae (Bicoecaceae)
3. család: Bodonaceae
4. család: Distomataceae
5. család: Rhizomastigaceae
6. család: Tripanosomaceae

## V. törzs: Sárgásmoszatok – Chrysophyta

### 1. osztály: Sárgászöld moszatok – Xanthophyceae
1. rend: Heterochloridales
2. rend: Rhizochloridales
3. rend: Heterogloeales
4. rend: Mischococcales
5. rend: Heterotrichales
6. rend: Botrydiales

### 2. osztály: Sárgamoszatok – Chrysophyceae
1. rend: Chrysomonadales
1. alrend: Chrysomonadineae
2. alrend: Mészpikkelyesek – Coccolithineae
3. alrend: Kovavázúak – Silicoflagellineae
2. rend: Rhizochrysidales
3. rend: Chrysocapsales
4. rend: Chrysosphaerales
5. rend: Phaeothamniales

### 3. osztály: Kovamoszatok – Bacillariophyceae
1. rend: Centrales
2. rend: Pennales

## VI. törzs: Barázdásmoszatok – Pyrrophyta

### 2. osztály: Páncélos v. egybarázdás ostorosok – Dinophyceae
1. rend: Peridinales (Dinoflagellatae)
2. rend: Dinococcales
3. rend: Dinotrichales
3. osztály: Egybarázdás moszatok – Cryptophyceae

## VII. törzs: Zöldmoszatok – Chlorophyta

### 1. osztály: Zöldmoszatok – Chlorophyceae
1. rend: Ostoros zöldmoszatok – Volvocales
1. család: Polyblecharidaceae
2. család: Haematococcaceae
3. család: Phacotaceae
4. család: Chlamydomonococcaceae
5. család: Volvocaceae
2. rend: Kocsonyás zöldalgák – Tetrasporales
1. család: Hypnomonadaceae
2. család: Chlorangiaceae
3. család: Tetrasporaceae
4. család: Chraciosiphoraceae
3. rend: Autospórás zöldalgák – Chlorococcales (Protococcales)
1. család: Chlorococcaceae
2. család: Characiaceae
3. család: Hydrodictyaceae
4. család: Micractiniaceae
5. család: Gloeocystidaceae
6. család: Dictyosphaeriaceae
7. család: Oocystaceae
8. család: Scenedesmaceae
9. család: Protosiphonaceae
4. rend: Egymagvú fonalas zöldalgák – Ulotrichales
1. család: Ulotrichaceae
2. család: Ulvaceae
3. család: Chaetophoraceae
4. család: Coleochaetaceae
5. család: Oedogoniaceae
6. család: Pleurococcaceae
5. rend: Sokmagvú fonalas zöldalgák – Siphonocladales
1. család: Cladophoraceae
2. család: Siphonocladaceae
6. rend: Tömlős zöldalgák – Bryopsidales (Siphonales)
1. család: Derbesiaceae
2. család: Caulerpaceae
3. család: Bryopsidaceae
4. család: Codiaceae
5. család: Phyllosiphonaceae
6. család: Dasycladaceae

### 2. osztály: Ostornélküli v. járommoszatok – Conjugatiophyceae
1. rend: Mesotaeniales
2. rend: Desmidiales
3. rend: Gonatozygales
4. rend: Zygnematales

### 3. osztály: Csillárkamoszatok – Charophyceae
1. család: Characeae

## VIII. törzs: Barnamoszatok – Phaeophyta
1. rendcsoport: Isogeneratae
2. rendcsoport: Heterogeneratae
3. rendcsoport: Cyclosporae (Fucales)

## IX. törzs: Vörösmoszatok – Rhodophyta
1. osztály: Bangiophyceae
2. osztály: Florideophyceae

## X. törzs: Nyálkagombák – Myxophyta
1. osztály: Myxomycetes
2. osztály: Plasmodiophoromycetes
3. osztály: Acrasiomycetes

## XI. törzs: Valódi gombák – Mycophyta

### 1. osztály: Moszatgombák – Phycomycetes
1. rend: Ősi moszatgombák – Chytridiales
1. család: Olpidiaceae
2. család: Synchytriaceae
3. család: Physodermataceae
2. rend: Talajpenészek – Blastocladiales
3. rend: Sokmagvú vízipenészek – Monoblepharidales
4. rend: Saprolegniales
1. család: Saprolegniaceae
5. rend: Peronoszpórák – Peronosporales
1. család: Pythiaceae
2. család: Peronoszpórafélék – Peronosporaceae
3. család: Hólyagpenészfélék – Albuginaceae
6. rend: Fejespenészek – Mucorales
1. család: Mucoraceae
2. család: Pilobolaceae
3. család: Endogonaceae
7. rend: Entomophthorales
1. család: Rovarpenészfélék – Entomophthoraceae
2. család: Basidiobolaceae

### 2. osztály: Tömlősgombák – Ascomycetes

#### 1. alosztály
1. rend: Őstömlősgombák – Endomycetales (Protoascales)
1. család: Élesztőgombák – Saccharomycetaceae
2. rend: Dérgombák – Taphrinales (Exoascales)
1. család: Taphrinaceae

#### 2. alosztály
1. rend: Tömlőspenészek – Plectascales
1. család: Tömlős- vagy kannapenészfélék – Aspergillaceae
Sztrómás tömlősgombák – Ascolocurales
2. rend: Pleosporales
1. család: Pleosporaceae
2. család: Venturiaceae
3. rend: Lisztharmatgombák – Erysiphales (Perisporiales)
1. család: Lisztharmatfélék – Erysiphaceae
Maggombák – Pyrenomycetes
4. rend: Hypocreales
1. család: Nectriaceae
2. család: Hypocreaceae
5. rend: Clavicipitales
1. család: Clavicipitaceae
6. rend: Sphaeriales
1. család: Chaetomiaceae
2. család: Sphaeriaceae
7. rend: Phacidiales
1. család: Phacidiaceae
8. rend: Helotiales
1. család: Sclerotiniaceae
9. rend: Pezizales
1. család: Kucsmagombafélék – Helvellaceae
2. család: Pyronemaceae
10. rend: Szarvasgombák – Tuberales
11. rend: Laboulbeniales

### 3. osztály: Bazídiumos gombák – Basidiomycetes

#### 1. alosztály
1. rend: Kocsonyagombák – Tremellales
2. rend: Auriculariales
3. rend: Rozsdagombák – Uredinales
1. család: Rozsdagombafélék – Pucciniaceae
4. rend: Üszöggombák – Ustilaginales
1. család: Porüszöggombafélék – Ustilaginaceae
2. család: Kőüszöggombafélék – Tilletiaceae

#### 2. alosztály
1. rend: Hártya- vagy kalaposgombák – Hymenomycetales
1. család: Palánkagombafélék – Clavariaceae
2. család: Gerebengombafélék – Hydnaceae
3. család: Redősgombafélék – Meruliaceae
4. család: Likacsosgombafélék – Polyporaceae
5. család: Tinórugombafélék – Boletaceae
6. család: Lemezesgombafélék – Agaricaceae
2. rend: Pöfeteggombák – Gasteromycetales

### 4. osztály: Konídiumos gombák – Deuteromycetes
1. rend: Sphaeropsidales (Phomales)
2. rend: Fedett konídiumos gombák – Melanconiales
3. rend: Penészszerű konídiumos gombák – Moniliales
4. rend: Sterilis micéliumok – Myceliales

## XII. törzs: Zuzmók – Lichenophyta
1. osztály: Moszatgombás zuzmók – Phycolichenes
2. osztály: Tömlősgombás zuzmók – Ascolichenes
1. alosztály: Pyrenocarpeae
2. alosztály: Discocarpeae (Gymnocarpeae)
3. osztály: Bazídiumos zuzmók – Basidiolichenes
4. osztály: Félzuzmók – Deuterolichenes

## XIII. törzs: Mohák – Bryophyta
1. osztály: Takakiafélék – Takakiopsida
2. osztály: Májmohák – Hepaticopsida
1. rend: Ősmájmohák – Calobryales
2. rend: Jungermanniales
1. alrend: Acrogyneae
2. alrend: Anacrogyneae
3. rend: Csillagos májmohák – Marchantiales
4. rend: Sphaerocarpales
3. osztály: Anthoceropsida
4. osztály: Lombosmohák – Bryopsida
1. alosztály: Őslombosmohák – Arcidiidae
2. alosztály: Sziklamohák – Andreaeidae
3. alosztály: Tőzegmohák – Sphagnidae
4. alosztály: Valódi lombosmohák – Bryidae
5. alosztály: Szőrmohák – Polytrichidae
1. rend: Polytrichales
2. rend: Buxbaumiales

## XIV. törzs: Harasztok – Pteridophyta
1. osztály: Ősharasztok – Psilophytopsida
2. osztály: Tmeszipteriszek – Tmesopsida
3. osztály: Korpafüvek – Lycopsida
1. rend: Őskorpafüvek – Protolepidodendrales
2. rend: Pikkelyfák – Lepidodendrales
3. rend: Durdafüvek – Isoetales
4. rend: Korpafüvek – Lycopodiales
5. rend: Csipkeharasztok – Selaginellales
4. osztály: Zsurlók – Sphenopsida
1. rend: Ős-zsurlók – Hyeniales
2. rend: Éklevelű ős-zsurlók – Sphenophyllales
3. rend: Zsurlófák – Calamitales
4. rend: Zsurlók – Equisetales
5. osztály: Páfrányok – Pteropsida
1. alosztály: Őspáfrányok – Protopteridiidae
2. alosztály: Előnyitvatermők – Archeopterididae
3. alosztály: Bokros őspáfrányok – Coenopterididae
4. alosztály: Kígyónyelv-páfrányok – Ophioglossidae
5. alosztály: Marattiák – Marattidae
6. alosztály: Királyharasztok – Osmundidae
7. alosztály: Valódi páfrányok – Polypodiidae
1. rend: Páfrányok – Filicales
1. család: Schizaeaceae
2. család: Hártyapáfrányok – Hymenophyllaceae
3. család: Páfrányfák – Cyathaceae
4. család: Páfrányfélék – Polypodiaceae
8. alosztály: Vízipáfrányok – Hydropterides
1. rend: Mételyfüvek – Marsileales
2. rend: Rucaörömpáfrányok – Salviniales

## XV. törzs: Nyitvatermők – Gymnospermatophyta

### 1. altörzs: Pteridospermophytina

#### 1. osztály: Magvaspáfrányok – Pteridospermopsida
1. rend: Pteridospermales
2. rend: Caytoniales

#### 2. osztály:Cikászok– Cycadopsida
1. rend: Cikászok vagy szágópálmák – Cycadales

### 2. altörzs: Chlamydospermophytina

#### 2. osztály: Gnetopsida
1. rend: Gnetumok – Gnetales
2. rend: Welwitschiák – Welwitschiales

#### 3. osztály: Ephedropsida
1. rend: Csikófarkok – Ephedrales

### 3. altörzs: Coniferophytina

#### 1. osztály: Ginkgopsida
1. rend: Páfrányfenyők – Ginkgoales

#### 2. osztály: Nyitvatermő ősfák – Cordaitopsida
1. rend: Cordaitales

#### 3. osztály: Fenyők – Coniferopsida
1. rend: Ősfenyők – Voltziales
2. rend: Fenyők – Coniferales (Pinales)
1. család: Araukáriafélék – Araucariaceae
2. család: Podokarpuszfélék – Podocarpaceae
3. család: Cefalotaxuszfélék – Cephalotaxaceae
4. család: Ciprusfélék – Cupressaceae
5. család: Mocsárciprusfélék – Taxodiaceae
6. család: Fenyők – Abietaceae (Pinaceae)
1. alcsalád: Pinoideae
2. alcsalád: Abietoideae
3. alcsalád: Laricoideae

#### 4. osztály: Taxopsida
1. rend: Tiszafák – Taxales
1. család: Tiszafafélék – Taxaceae

## XVI. törzs: Zárvatermők – Angiospermatophyta

### 1. osztály:Kétszikűek– Dicotyledonopsida

#### 1. alosztály: Magnoliidae
1. rend: Liliomfák – Magnoliales
1. család: Liliomfafélék – Magnoliaceae
2. család: Winterafélék – Winteraceae
3. család: Degeneriafélék – Degeneriaceae
4. család: Annonafélék – Annonaceae
5. család: Babérfélék – Lauraceae
6. család: Szerecsendiófélék – Myristicaceae
7. család: Sóskafafélék – Berberidaceae
2. rend: Boglárkák – Ranunculales
1. család: Hunyorfélék – Helleboraceae
2. család: Boglárkafélék – Ranunculaceae
3. rend: Tündérrózsák – Nymphaeales
1. család: Tündérrózsafélék – Nymphaeaceae
2. család: Borzhínárfélék – Ceratophyllaceae
4. rend: Borsképűek – Piperales
1. család: Borsfélék – Piperaceae
5. rend: Farkasalmák – Aristolochiales
1. család: Farkasalmafélék – Aristolochiaceae
2. család: Raffléziafélék – Raffkesiaceae
6. rend: Pipacsképűek – Papaverales
1. család: Mákfélék – Papaveraceae
2. család: Füstikefélék – Fumariaceae

#### 2. alosztály: Rosidae
1. rend: Csodamogyorók – Hamamelidales
1. család: Csodamogyorófélék – Hamamelidaceae
2. család: Platánfélék – Platanaceae
2. rend: Kőtörőfű-virágúak – Saxifragales
1. család: Ribiszkefélék – Grossulariaceae
2. család: Hortenziafélék – Hydrangeaceae
3. család: Varjúhájfélék – Crassulaceae
4. család: Kőtörőfűfélék – Saxifragaceae
3. rend: Rózsavirágúak – Rosales
1. család: Rózsafélék – Rosaceae
4. rend: Hüvelyesek – Fabales
1. család: Mimózafélék – Mimosaceae
2. család: Lepényfafélék – Caesalpiniaceae
3. család: Pillangósvirágúak – Fabaceae (Papilionaceae)
5. rend: Rovarfogó növények – Sarraceniales
1. család: Szarracéniafélék – Sarraceniaceae
2. család: Kancsókafélék – Nepenthaceae
3. család: Harmatfűfélék – Droseraceae
6. rend: Mirtuszvirágúak – Myrtales
1. család: Boroszlánfélék – Thymelaeaceae
2. család: Ezüstfafélék – Elaeagnaceae
3. család: Füzényfélék – Lythraceae
4. család: Mangróvefák – Rhizophoraceae
5. család: Mirtuszfélék – Myrtaceae
6. család: Gránátalmafélék – Punicaceae
7. család: Ligetszépefélék – Onagraceae (Oenotheraceae)
8. család: Sulyomfélék – Trapaceae
9. család: Süllőhínárfélék – Haloragaceae
10. család: Vízilófarkfélék – Hippuridaceae
7. rend: Ruták – Rutales
1. család: Rutafélék – Rutaceae
2. család: Bálványfafélék – Simaroubaceae
8. rend: Szappanfavirágúak – Sapindales
1. család: Szömörcefélék – Anacardiaceae
2. család: Juharfélék – Aceraceae
3. család: Bokrétafafélék – Hippocastanaceae
4. család: Szappanfafélék – Sapindaceae
9. rend: Gólyaorrvirágúak – Geraniales
1. család: Lenfélék – Linaceae
2. család: Madársóskafélék – Oxalidaceae
3. család: Gólyaorrfélék – Geraniaceae
4. család: Sarkantyúkafélék – Tropaeolaceae
5. család: Kokafélék – Erythroxylaceae
6. család: Királydinnyefélék – Zygophyllaceae
7. család: Fájvirágfélék – Balsaminaceae
8. család: Pacsirtafűfélék – Polygalaceae
10. rend: Kecskerágók – Celastrales
1. család: Magyalfélék – Aquifoliaceae
2. család: Kecskerágófélék – Celastraceae
3. család: Hólyagfafélék – Staphyleaceae
11. rend: Bengevirágúak – Rhamnales
1. család: Bengefélék – Rhamnaceae
2. család: Szőlőfélék – Vitaceae
12. rend: Szantálfavirágúak – Santalales
1. család: Szantálfafélék – Santalaceae
2. család: Fagyöngyfélék – Loranthaceae
13. rend: Proteales
1. család: Proteaceae
14. rend: Somok – Cornales
1. család: Somfélék – Corn
15. rend: Ernyővirágzatúak – Araliales
1. család: Borostyánfélék – Araliaceae
2. család: Ernyővirágzatúak – Umbelliferae (Apiaceae)
16. rend: Mácsonyavirágúak – Dipsacales
1. család: Bodzafélék – Caprifoliaceae
2. család: Macskagyökérfélék – Valerianaceae
3. család: Mácsonyafélék – Dipsacaceae
17. rend: Sodortszirmúak – Gentianales
1. család: Sztrichninfafélék – LOganiaceae
2. család: Télizöldfélék – Apocynaceae
3. család: Selyemkórófélék – Asclepiadaceae
4. család: Tárnicsfélék – Gentiaceae
18. rend: Buzérképűek – Rubiales
1. család: Buzérfélék – Rubiaceae
19. rend: Olajfák – Oleales
1. család: Olajfafélék – Oleaceae
20. rend: Csövesvirágúak – Polemoniales
1. család: Szulákfélék – Convolvulaceae
2. család: Csatavirágfélék – Polemoniaceae
3. család: Érdeslevelűek – Boraginaceae
21. rend: Ajakosak – Lamiales
1. család: Vasfűfélék – Verbenaceae
2. család: Ajakosak – Lamiaceae
22. rend: Burgonyák– Solanales
1. család: Burgonyafélék – Solanaceae
2. család: Tátogatók – Scrophulariaceae
3. család: Akantuszfélék – Acanthaceae
4. család: Geszneriafélék – Gesneriaceae
5. család: Vajvirágfélék (Szádorgók) – Orobanchaceae
6. család: Rencefélék – Lentibulariaceae
7. család: Szezámfélék – Pedaliaceae
8. család: Szivarfafélék – Bignoniaceae
9. család: Útifűfélék – Plantaginaceae

#### 3. alosztály: Malvidae
1. rend: Mályvák – Malvales
1. család: Hársfafélék – Tiliaceae
2. család: Mályvafélék – Malvaceae
3. család: Kakaófafélék – Sterculiaceae
4. család: Majomkenyérfa-félék – Bombacaceae
2. rend: Háromrekeszesek – Euphorbiales
1. család: Kutyatejfélék – Euphorbiaceae
2. család: Puszpángfélék – Buxaceae
3. rend: Dilléniák – Dilleniales
1. család: Dilléniafélék – Dilleniaceae
2. család: Bazsarózsafélék – Paeoniaceae
4. rend: Teavirágúak – Theales (Guttiferales)
1. család: Teafélék – Theaceae
2. család: Orbáncfűfélék – Hypericaceae (Guttiferae)
5. rend: Fali magkezdeményűek – Violales (Parietales)
1. család: Tamariskafélék – Tamaricaceae
2. család: Szuharfélék – Cistaceae
3. család: Ibolyafélék – Violaceae
4. család: Golgotavirágfélék – Passifloraceae
5. család: Dinnyefafélék – Caricaceae
6. család: Begóniafélék – Begoniaceae
6. rend: Füzek – Salicales
1. család: Fűzfafélék – Salicaceae
7. rend: Tökvirágúak – Cucurbitales
1. család: Tökfélék – Cucurbitaceae
8. rend: Mustárolaj-tartalmúak – Capparales
1. család: Káprifélék – Capparaceae
2. család: Keresztesvirágúak – Cruciferae (Brassicaceae)
3. család: Rezedafélék – Resedaceae
9. rend: Hangák – Ericales
1. család: Körtikefélék – Pyrolaceae
2. család: Hangafélék – Ericaceae
10. rend: Ébenfák – Ebenales
1. család: Ébenfafélék – Ebenaceae
11. rend: Kankalinvirágúak – Primulales
1. család: Kankalinfélék – Primulaceae
12. rend: Csengettyűvirágúak – Campanulales
1. család: Harangvirágfélék – Campanulaceae
2. család: Lobéliafélék – Lobeliaceae
13. rend: Fészkesek – Asterales
1. család: Fészkesek – Asteraceae
1. alcsalád: Csövesvirágúak – Tubuliflorae
2. alcsalád: Nyelvesvirágúak – Liguliflorae

#### 4. alosztály: Caryophyllidae
1. rend: Központi magvúak – Caryophyllales
1. család: Szegfűfélék – Caryophyllaceae
1. alcsalád: Habszegfűfélék – Silenoideae
2. alcsalád: Lúdhúrfélék – Alsinoideae
3. alcsalád: Ezüstvirágfélék – Paronychioideae
2. rend: Libatopok – Chenopodiales
1. család: Alkörmösfélék – Phytolaccaceae
2. család: Csodatölcsérfélék – Nyctaginaceae
3. család: Kristályvirágfélék – Aizoaceae
4. család: Porcsinfélék – Portulacaceae
5. család: Libatopfélék – Chenopodiaceae
6. család: Disznóparéjfélék – Amaranthaceae
3. rend: Kaktuszok – Opuntiales (Cactales)
1. család: Kaktuszfélék – Cactaceae
1. alcsalád: Peireskioideae
2. alcsalád: Opuntioideae
3. alcsalád: Cereoideae
4. rend: Kékgyökér-virágúak – Plumbaginales
1. család: Kékgyökérfélék – Plumbaginaceae
5. rend: Keserűfüvek – Polygonales
1. család: Keserűfűfélék – Polygonaceae

#### 5. alosztály: Eucommidae
1. rend: Eucommiales
1. család: Eukommiafélék – Eucommiaceae
2. rend: Csalánok – Urticales
1. család: Szilfafélék – Ulmaceae
2. család: Eperfafélék – Moraceae
3. család: Kenderfélék – Cannabinaceae
4. család: Csalánfélék – Urticaceae
3. rend: Kupacsosok – Fagales
1. család: Nyírfafélék – Betulaceae
2. család: Bükkfafélék – Fagaceae
4. rend: Diófák – Juglandales
1. család: Diófafélék – Juglandaceae
5. rend: Viaszcserjék – Myricales
1. család: Viaszcserjefélék – Myricaceae
6. rend: Casuarinales (Verticillatae)
1. család: Casuarinaceae

### 2. osztály:Egyszikűek– Monocotyledonopsida

#### 1. alosztály: Alismatidae
1. rend: Vízi liliomok – Alismatales
1. család: Hídőrfélék – Alismataceae
2. család: Virágkákafélék – Butomaceae
3. család: Békatutajfélék – Hydrocharitaceae
4. család: Békaszőlőfélék – Zosteraceae (Potamogetonaceae)
5. család: Tüskéshínárfélék – Najadaceae

#### 2. alosztály: Liliidae
1. rend: Liliomvirágúak – Liliales
1. család: Liliomfélék – Liliaceae
2. család: Agávefélék – Agavaceae
3. család: Amarilliszfélék – Amaryllidaceae
4. család: Nősziromfélék – Iridaceae
5. család: Dioszkoreafélék – Dioscoreaceae
6. család: Vízijácintfélék – Pontederiaceae
7. család: Szittyófélék – Juncaceae
2. rend: Banánvirágúak – Zingiberales
1. család: Banánfélék – Musaceae
2. család: Marantafélék – Maranthaceae
3. család: Gyömbérfélék – Zingiberaceae
4. család: Kannafélék – Cannaceae
3. rend: Orchideák – Orchidales (Gynandrae, Microspermae)
1. család: Kosborfélék – Orchidaceae
4. rend: Palkák – Cyperales
1. család: Palkafélék vagy sásfélék – Cyperaceae
1. alcsalád: Kákafélék – Scirpoideae
2. alcsalád: Sásfélék – Caricoideae
5. rend: Lisztesmagvúak – Bromeliales
1. család: Ananászfélék – Bromeliaceae
2. család: Commelinaceae
6. rend: Pelyvások – Poales (Graminales, Glumiflorae)
1. család: Pázsitfüvek – Gramineae (Poaceae)

#### 3. alosztály: Arecidae
1. rend: Pálmák – Arecales
1. család: Pálmafélék – Palmae (Arecaceae)
2. család: Cyclanthaceae
2. rend: Kontyvirágúak – Arales
1. család: Kontyvirágfélék – Araceae
2. család: Békalencsefélék – Lemnaceae
3. rend: Csavarpálmák – Pandanales
1. család: Csavarpálmafélék – Pandanaceae
2. család: Békabuzogányfélék – Sparganiaceae
3. család: Gyékényfélék – Typhaceae